# Xa lộ Liên tiểu bang 73
Xa lộ Liên tiểu bang 73 (tiếng Anh: Interstate 73 hay viết tắt là I-73) là một xa lộ liên tiểu bang nội tiểu bang nằm bên trong tiểu bang North Carolina. Đây là chỉ là một phần của một hành lang xa lộ được hoạch định dài hơn, được nhiều luật liên bang khác nhau định nghĩa với chiều dài từ Myrtle Beach, South Carolina đến Grayling, Michigan. Tuy nhiên hiện nay chỉ có một phần nằm ở phía nam tiểu bang Tây Virginia đang được nghiên cứu tính khả thi. Có liên quan mật thiết với dự án này còn có dự án kéo dài Xa lộ Liên tiểu bang 74 từ thành phố Cincinnati đến Myrtle Beach bằng cách sử dụng một số con đường hiện có.
Hiện nay có hai đoạn được cắm biển là I-73:
- 26 dặm (42 km) dọc theo xa lộ cao tốc thuộc Quốc lộ Hoa Kỳ 220 (US 220) tại North Carolina, từ phía nam Candor đến phía nam Ulah (được cắm biển trùng với Xa lộ Liên tiểu bang 74);[1]
- 7,5 dặm (12,1 km) dọc theo phần tây nam của Xa lộ vòng Greensboro Urban cùng với Quốc lộ Hoa Kỳ 421 từ nút giao thông lập thể của xa lộ vòng và Quốc lộ Hoa Kỳ 220 đến nút giao thông lập thể của nó với Xa lộ Liên tiểu bang 40 ở phía tây thành phố Greensboro, được thông xe vào ngày 21 tháng 2 năm 2008.[3] Đoạn xa lộ vòng này ban đầu là một phần I-40 nhưng Bộ Giao thông North Carolina được phép của Cơ quan Quản trị Xa lộ Liên bang (FHWA) đưa I-40 quay về lộ trình củ của nó đi qua Greensboro vào tháng 9 năm 2008, và các biển dấu được cắm hoàn toàn vào tháng 7 năm 2009.[2]

Cũng có ba đoạn được cắm biển là I-73 tương lai với chữ FUTURE (tương lai) thay thế INTERSTATE (liên tiểu bang) trên biển dấu đường:
- 27 dặm (43 km) từ điểm gần Ulah đi hướng bắc đến Xa lộ Liên tiểu bang 85 gần Greensboro,[4] (bao gồm một đoạn được cắm biển trùng với I-74);[5][6]
- Đoạn dài 17 dặm (27 km) từ Candor đến Ellerbe, thông xe vào tháng 1 năm 2008 và được cắm biển trùng với I-74 tương lai;[7]
- 3,5 dặm (5,6 km) thuộc Xa lộ vòng đô thị Greensboro, thông xe vào tháng 12 năm 2007, được cắm biển trùng với Xa lộ Liên tiểu bang 840 tương lai.[2]